# SX Большой Медведицы
SX Большой Медведицы (лат. SX Ursae Majoris) — одиночная переменная звезда в созвездии Большой Медведицы на расстоянии приблизительно 4320 световых лет (около 1325 парсеков) от Солнца. Видимая звёздная величина звезды — от +11,21m до +10,58m.

## Характеристики
SX Большой Медведицы — жёлто-белая пульсирующая переменная звезда типа RR Лиры (RRC) спектрального класса A4-F5.